# Laura Baggi
Laura Baggi (Lodi, 2 gennaio 1992) è una pallavolista italiana, schiacciatrice dell'Empoli.

## Carriera

### Club
La carriera di Laura Baggi inizia nel 2009 quando entra a far parte del progetto federale del Club Italia, dove resta per due stagioni.
Nella stagione 2011-12 viene ingaggiata dal Crema, in Serie A2, conquistando la promozione in massima divisione, mentre nella stagione successiva passa al Towers di Breganze, in Serie B1, con cui conquista la promozione in Serie A2, categoria dove gioca con la stessa squadra nell'annata 2013-14.
Nell'annata 2014-15, sempre in serie cadetta veste la maglia della neonata Obiettivo Risarcimento di Villaverla, diretta erede del precedente club, ottenendo la promozione in Serie A1. Resta tuttavia in Serie A2 anche nella stagione 2015-16 giocando per la neopromossa Lilliput. Nella stagione 2016-17 si accasa alla Properzi di Lodi in Serie B1.
Per il campionato 2017-18 si trasferisce in Finlandia ingaggiata dall'HPK Naiset, militante in Lentopallon Mestaruusliiga, con cui vince la Coppa di Finlandia: a stagione in corso rescinde il contratto. Ritorna in campo nell'annata 2018-19, difendendo i colori del Filottrano, in Serie A1, mentre nella stagione successiva torna ancora una volta a disputare il campionato cadetto, ingaggiata stavolta dal Cutrofiano.
Nell'annata 2020-21 è nuovamente in Serie B1, accettando la proposta dell'Empoli.

### Nazionale
Nel 2009 ottiene le convocazioni nella nazionale italiana under 18, con cui vince la medaglia di bronzo al campionato europeo. Nel 2010 viene chiamata nella nazionale under 19, con la quale si aggiudica la medaglia d'oro al campionato europeo. Nel 2011, con la nazionale under 20, conquista la medaglia d'oro al campionato mondiale.

## Palmarès

### Club
- Coppa di Finlandia: 1

2017

### Nazionale (competizioni minori)
- Campionato europeo under 18 2009
- Campionato europeo under 19 2010
- Campionato mondiale under 20 2011